# フルメトリン
フルメトリン（英：Flumethrin）はピレスロイド系殺虫剤である。ウシ、ヒツジ、ヤギ、ウマ、イヌの寄生虫やダニ、ミツバチの巣に寄生するダニの駆除に使用される動物用医薬品である。

## 化学
フルメトリンは立体異性体の複雑な混合物である。この分子には3個の不斉炭素原子があり、シクロプロパン環でシス–トランス異性体、アルケンの炭素-炭素二重結合でシス-トランス異性体である。つまり、16種類の異性体が存在する。市販のフルメトリンは通常、シクロプロパン環上のトランス異性体及びオレフィン性炭素-炭素二重結合におけるシス配置を有する異性体を92％、シクロプロパン環上のシス配置及びオレフィン性炭素-炭素二重結合におけるシス配置を有する異性体を8％含む。

## 用途
フルメトリンは首輪などの製品に使用され、ペットをノミから保護する。
また、独自製品の「Bayvarol」や「Polyvar Yellow」があり、養蜂において寄生ダニであるミツバチヘギイタダニに対して使用するされる。

## 関連記事
- en:Acaricide（殺ダニ剤）
- ピレスロイド
- ミツバチヘギイタダニ
- en:Diseases of the honey bee（ミツバチ病害）